# Zuogaimanma
Zuogaimanma är en köping i nordvästra Kina. Den ligger i staden Hezuo i den autonoma prefekturen Gannan för tibetaner i provinsen Gansu, omkring 130 kilometer sydväst om provinshuvudstaden Lanzhou. Antalet invånare är 5 879. Befolkningen består av 2 902 kvinnor och 2 977 män. Barn under 15 år utgör 23,0 %, vuxna 15-64 år 66 %, och äldre över 65 år 10,0 %.